# Dan Smith
Dan Smith (ur. 27 lutego 1974) – amerykański snowboardzista. Nie startował na igrzyskach olimpijskich. Zajął 6. miejsce w half-pipe'ie na mistrzostwach świata w Lienzu i mistrzostwach w San Candido. Najlepsze wyniki w Pucharze Świata osiągnął w sezonie 1996/1997, kiedy to zajął 7. miejsce w klasyfikacji generalnej, a w klasyfikacji halfpipe’a był drugi. W sezonie 1995/1996, kiedy to był trzeci w klasyfikacji halfpipe’a.
W 1998 r. zakończył karierę.

## Sukcesy

### Mistrzostwa Świata
| Miejsce | Dzień       | Rok  | Miejscowość | Konkurencja    | Zwycięzca          |
| ------- | ----------- | ---- | ----------- | -------------- | ------------------ |
| 6.      | 24 stycznia | 1996 | Lienz       | Halfpipe       | Ross Powers        |
| 6.      | 24 stycznia | 1997 | San Candido | Halfpipe       | Fabien Rohrer      |
| 10.     | 26 stycznia | 1997 | San Candido | Snowboardcross | Helmut Pramstaller |

### Puchar Świata

#### Miejsca w klasyfikacji generalnej
- 1994/1995 - -
- 1995/1996 - -
- 1996/1997 - 7.
- 1997/1998 - 52.

#### Miejsca na podium
1. San Candido – 18 stycznia 1996 (Halfpipe) - 2. miejsce
2. Kanbayashi – 12 lutego 1996 (Halfpipe) - 1. miejsce
3. Kanbayashi – 17 lutego 1996 (Halfpipe) - 3. miejsce
4. Sun Peaks – 3 marca 1996 (Halfpipe) - 2. miejsce
5. Boreal Ridge – 9 marca 1996 (Halfpipe) - 1. miejsce
6. Whistler – 14 grudnia 1996 (Halfpipe) - 2. miejsce
7. Kreischberg – 19 stycznia 1997 (Halfpipe) - 1. miejsce
8. Morzine – 16 marca 1997 (Halfpipe) - 1. miejsce

- W sumie 4 zwycięstwa, 3 drugie i 1 trzecie miejsce.